# 韩家店镇
韩家店镇，是中华人民共和国辽宁省阜新市海州区下辖的一个乡镇级行政单位。

## 行政区划
韩家店镇下辖以下地区：
韩家店社区、民主村、东瓦村、南瓦村、西瓦村、下王村、南营子村、韩家店村、西荒村和上王村。